# Capella de la Puríssima Sang
La capella de la Puríssima Sang és un edifici situat al carrer del Cardenal Casañas, 16 de Barcelona, annex a la basílica de Santa Maria del Pi, catalogat com a bé cultural d'interès nacional. Aquest fou el lloc predilecte de Sant Josep Oriol per a oir confessió i rebre els malalts que venien a curar-se.

## Història
Originalment, es va concebre com a sala capitular. L'obra fou encomanada a Bartomeu Mas, mestre d'obres de la parròquia, que hi treballà entre els anys 1468 i 1486, i s'encarregà també de la reforma de la rectoria i l'enderrocament de la capella de Sant Rafael i Sant Martí per habilitar-ne l'accés. En un primer moment, estava presidida per un retaule dedicat a Santa Eulàlia i Sant Sever, i un Sant Crist donat per l'infant Enric d'Aragó. El 1508 s'hi instal·là l'antic retaule de l'altar major, desmuntant durant la construcció del nou.
El 1547, la capella va ser cedida a l'Arxiconfraria de la Puríssima Sang, i a partir d'aleshores es coneixeria com a «capella de la Sang». El 1616, es va habilitar per a la reserva del Santíssim i administració de l'Eucaristia. Poc després, l'escultor Joan Grau s'encarregà del nou retaule barroc de la capella, acabat el 1670. El 1764 es construí l'edifici de l'Arxiu parroquial sobre el terrat de la capella.
El 1936, durant la Guerra Civil, el temple fou incendiat i el sostre de la capella es va esfondrar. Un cop acabat el conflicte, va ser reconstruïda i el 1952 es va fer un nou retaule a imitació de l'original.

## Descripció
És de nau única de 17,45 m de llarg, 8,50 m d'ample i 10,92 m d'alçada, coberta amb dos trams de volta de creueria i absis poligonal. Originalment, era il·luminada a través de tres grans finestrals oberts al costat de l'epístola, un dels quals roman tapiat com a conseqüència de les ampliacions de la rectoria (comunicada amb la capella a través d'una porta del segle xv) durant el segle xviii. Al segle xix es van obrir dues finestres més petites a sota del cor elevat, als peus de la capella.
El retaule està presidit per la imatge del Sant Crist de la Sang, i als peus hi havia la de la Mare de Déu dels Dolors. Als laterals, omplint les parets de la capella, hi havia onze grans pintures amb escenes de la Passió de Crist, emmarcades amb una decoració de fusta.
També cal destacar la porta d'accés, decorada amb animals fantàstics (a l'esquerra, unes mones i unes àligues, a la dreta, dos grius, i a baix, un gripau).
A la façana, l'únic element decoratiu destacable és el guardapols del finestral gran, d'estil flamíger, on es representen àngels sostenint filacteris i un de central que sosté l'escut del Pi.